# Katja Salskov-Iversen
Katja Steen Salskov-Iversen (født 19. august 1994) er en dansk sejler. Sammen med Jena Mai Hansen vandt hun bronzemedalje i 49er FX ved OL 2016 i Rio.
Katja Salskov-Iversen er en del af det danske SailGP hold, som er sponsoreret af Rockwool International. Første gang hun var med på båden til kapsejlads var i Cádiz i oktober 2021.